# De battre mon cœur s'est arrêté
De battre mon cœur s'est arrêté is een Franse dramafilm uit 2005 onder regie van Jacques Audiard.

## Verhaal
Net als zijn vader verdient ook Thomas Seyr de kost met een schimmige huizenhandel. Wanneer hij op een dag de impresario van zijn overleden moeder ontmoet, groeit bij Thomas de begeerte om net zoals zijn moeder concertpianist te worden. Die wens schudt zijn hele leven door elkaar.

## Rolverdeling
| Acteur           | Personage                         |
| ---------------- | --------------------------------- |
| Romain Duris     | Thomas Seyr                       |
| Niels Arestrup   | Robert Seyr                       |
| Jonathan Zaccaï  | Fabrice                           |
| Gilles Cohen     | Sami                              |
| Linh Đan Phạm    | Miao Lin                          |
| Aure Atika       | Aline                             |
| Emmanuelle Devos | Chris                             |
| Anton Yakovlev   | Minskov                           |
| Mélanie Laurent  | Vriendin van Minskov              |
| Agnès Aubé       | Vrouw                             |
| Étienne Dirand   | Oude man                          |
| Denis Falgoux    | Opmeter                           |
| Serge Onteniente | Man                               |
| Sandy Whitelaw   | Mijnheer Fox                      |
| Emmanuel Finkiel | Hoogleraar aan het conservatorium |